# Berenika Tomsia
Berenika Tomsia est une joueuse de volley-ball polonaise née le 18 mars 1988 à Gdańsk. Elle mesure 1,89 m et joue au poste d'attaquante. Elle totalise 43 sélections en équipe de Pologne.

## Clubs
| Club                       | De        | À         |
| -------------------------- | --------- | --------- |
| Energa Gedania Gdańsk      | 1999-2000 | 2007-2008 |
| BKS Bielsko-Biała          | 2008-2009 | 2010-2011 |
| Robursport Volley Pesaro   | 2011-2012 | 2011-2012 |
| Fenerbahçe İstanbul        | 2012-2013 | 2012-2013 |
| LTS Legionovia Legionowo   | 2013-2014 | 2013-2014 |
| Promoball Flero            | 2014-2015 | 2015-2016 |
| Imoco Volley Conegliano    | 2016-2017 | 2016-2017 |
| US ProVictoria Monza       | jan 2017  | mai 2017  |
| Pallavolo Filottrano       | 2017-2018 | 2017-2018 |
| KPS Chemik Police          | mars 2018 | mai 2018  |
| Heungkuk Life Pink Spiders | 2018-2019 | 2018-2019 |
| NEC Red Rockets            | 2019-2020 | …         |

## Palmarès
- Championnat de Pologne
  - Vainqueur :2010, 2018.
  - Finaliste :2009.
- Coupe de Pologne
  - Vainqueur :2009.
  - Finaliste :2011.
- Supercoupe de Pologne
  - Vainqueur :2010.
- Coupe de la CEV
  - Finaliste :2013.
- Supercoupe d'Italie
  - Vainqueur : 2016.
- Championnat de Corée du Sud
  - Vainqueur :2019.